# ラウドン郡 (バージニア州)
ラウドン郡（英: Loudoun County、[ˈlaʊdən] LOWD-ən）は、アメリカ合衆国バージニア州の北部に位置する郡である。人口は42万0959人（2020年）。郡東部にワシントン・ダレス国際空港が立地している。郡庁所在地はリーズバーグであり、同郡で人口最大の町である。ラウドン郡はワシントン・ボルチモア・北バージニア広域都市圏に属している。
2007年時点でラウドン郡の世帯当たり収入中央値は107,207米ドルとなり、隣接するフェアファックス郡（105,241米ドル）を上回り全米第1位だった。

## 歴史
ラウドン郡は1757年にフェアファックス郡から分離して設立された。郡名は、1756年から1759年までバージニア植民地総督を務めた第4代ラウドン伯ジョン・キャンベルに因んで名付けられた。この地域のヨーロッパ人による入植は1720年代と1730年代に始まり、ペンシルベニアやメリーランドからクエーカー教徒、スコットランド・アイルランド系、ドイツ系移民などが南に下り、あるいはバージニアの海岸地域からイングランド系移民がアフリカ人奴隷を伴って、上流に上がってきた。
アメリカ独立戦争のときまでに、バージニアでは最も人口の多い郡になっていた。米英戦争のとき、安全のためにワシントンD.C.から連邦政府の重要な文書や古文書を移し、リーズバーグで保管した。地元の伝承では、これら文書はロークビー・ハウスに保管されたので、リーズバーグが暫定的なアメリカ合衆国首都だったとしている。
南北戦争初期の1861年10月21日、リーズバーグの近くでボールズブラフの戦いが起こった。後にアメリカ合衆国最高裁判所陪席判事なったオリバー・ウェンデル・ホームズ・ジュニアはポトマック川沿いのこの戦闘で瀕死の重傷を負った。1863年6月のゲティスバーグ方面作戦では、南軍のJ・E・B・スチュアート少将の騎兵隊と、北軍の騎兵隊が衝突して、アルディーの戦い、ミドルバーグの戦い、アッパービルの戦いと続いた。南軍のゲリラ戦指揮者ジョン・モスビーが、ラウドン郡と隣のフォーキア郡をその作戦の本拠地とした。

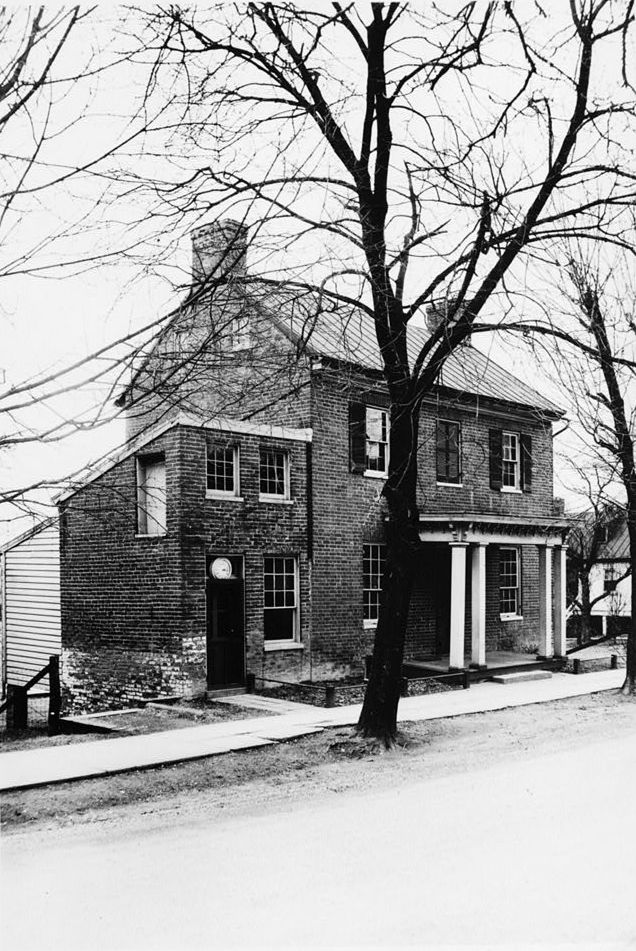
ウィリアムとサラのネットル夫妻の家屋、郡内ウォーターフォードにある

## 著名な出身者
ジェームズ・モンローが大統領を辞した後、アルディーの近くオークヒルに家を建てて住んだ。南北戦争の准将ロバート・H・チルトン（ロバート・E・リー将軍の参謀）はラウドン郡出身である。第二次世界大戦の将軍ジョージ・マーシャルは、リーズバーグのドドナ荘園に住んだ。随筆家でジャーナリストのラッセル・ベイカーはモリソンビルで育ち、その著書『Growing Up』はバージニア田園部の子供時代が中心である。エンターテイナーのアーサー・ゴッドフリーは歴史あるウォーターフォード近くに住んだ。南軍の将軍ストーンウォール・ジャクソンの母、ジュリア・ニール・ジャクソンが郡内で生まれた。またライト兄弟の母、スーザン・キャサリン・カーナーも郡内の生まれである。ジョージ・メイソン大学公的政策研究所の卒業生で所長候補となったトム・ブランカは郡の出身である 。

## 政府と政治
| 年     | 共和党        | 民主党        |
| ------ | ------------- | ------------- |
| 2012年 | 47.04% 75,292 | 51.53% 82,479 |
| 2008年 | 45.41% 63,336 | 53.66% 74,845 |
| 2004年 | 55.69% 60,382 | 43.60% 47,271 |
| 2000年 | 56.12% 42,453 | 40.89% 30,938 |
| 1996年 | 52.13% 25,715 | 40.43% 19,942 |
| 1992年 | 46.40% 19,290 | 34.79% 14,462 |
| 1988年 | 66.26% 20,448 | 32.73% 10,101 |
| 1984年 | 67.99% 17,765 | 31.49% 8,227  |
| 1980年 | 58.93% 12,076 | 32.67% 6,694  |
| 1976年 | 51.79% 9,192  | 45.05% 7,995  |
| 1972年 | 69.46% 9,417  | 29.07% 3,941  |
| 1968年 | 45.91% 4,577  | 32.72% 3,262  |
| 1964年 | 37.72% 2,594  | 62.21% 4,278  |
| 1960年 | 50.99% 2,526  | 48.43% 2,399  |

ラウドン郡は昔から北バージニアでも共和党寄りの郡の1つである。1964年のリンドン・B・ジョンソンを支持した時以降、2008年まで民主党候補が郡を制したことは無かった。しかし、近年はワシントンD.C.に近いために通勤者が集まったことで、郡東部が急速に成長してきた。このことで以前より激戦の様相になってきた。それにも拘わらず、2008年の大統領選挙でバラク・オバマ上院議員が郡の54%を獲得した後、2009年には共和党支持に戻ってきた。州知事選挙では共和党候補のロバート・F・マクドネルが61%を獲得した。有権者は郡選出の州下院議員に現職2人の民主党員を排除し、共和党員に独占させた。2012年の大統領選挙は民主党のオバマに51.5%の支持を与えて再度郡を制させた。共和党のミット・ロムニーは47%の支持に留まった。
バージニア州の多くの郡と同様、ラウドン郡は郡政委員会が統治している。委員会の議長は郡全体を選挙区に選ばれ、他の委員は8つの小選挙区から1人ずつが選ばれている。9人の委員の任期は同時期に4年間である。委員会は政策を立案し、予算を設定するが、日々の政府運営は、委員会が指名する郡管理官が行う。2003年、ロイヤル・サウディ・アカデミーを巻き込んだ土地の処理問題で委員会は汚職を問われ、連邦政府の捜査が入った。
2007年11月、郡東部の急速な発展を反映して郡政委員会の財政的に保守である共和党員現職4人が外された。委員の構成は民主党員5人、共和党員2人、独立系2人となった。
2011年11月では、共和党員が委員会の9議席を独占した。

## 地理

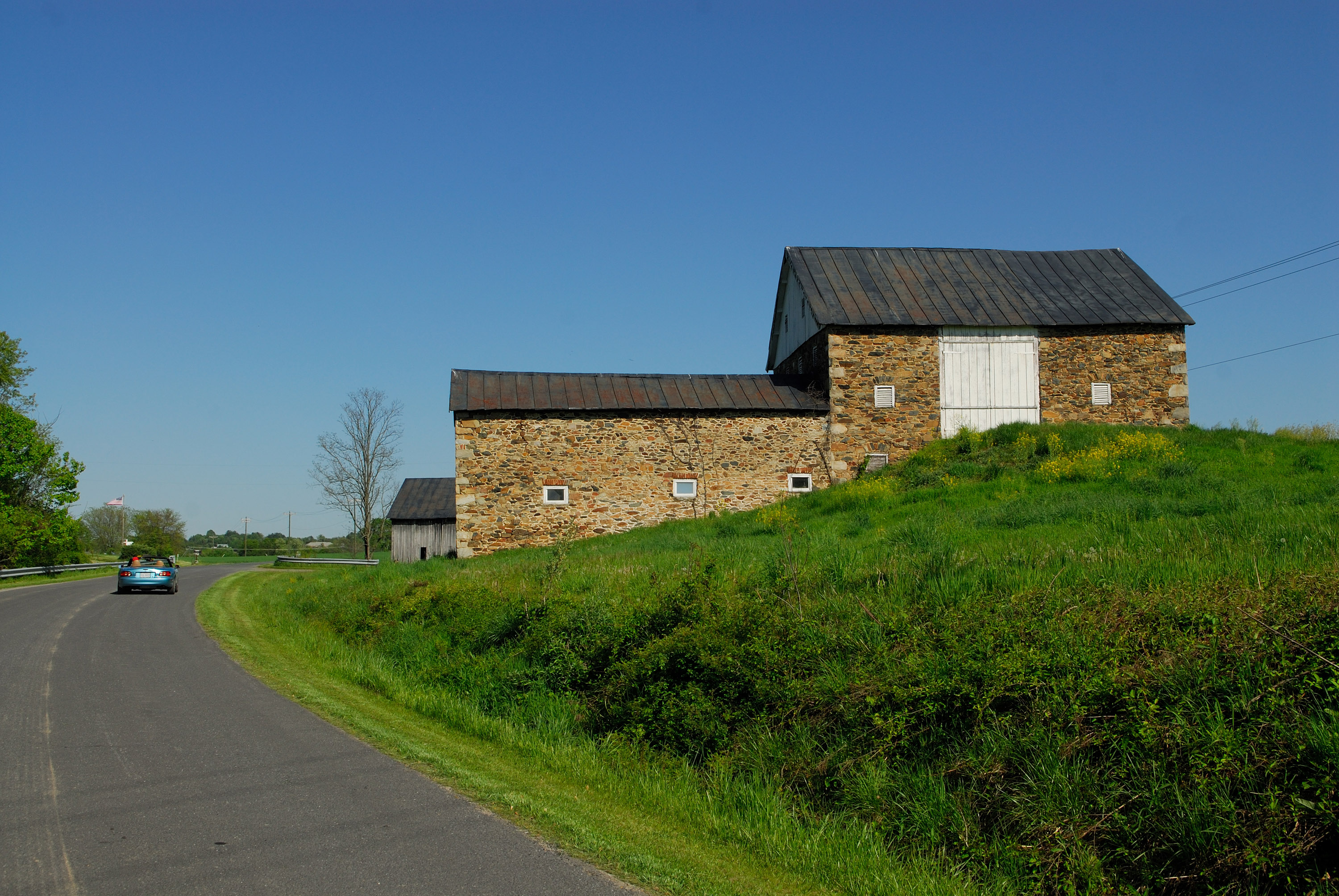
ラウドン郡のシーニック・バイウェイには南北戦争の前にまで遡れる歴史的な建造物が点在している

アメリカ合衆国国勢調査局に拠れば、郡域全面積は521平方マイル (1,349 km2)であり、このうち陸地520平方マイル (1,347 km2)、水域は1平方マイル (2.6 km2)で水域率は0.24%である。郡の北はポトマック川が流れ、対岸はメリーランド州フレデリック郡とモンゴメリー郡である。南はプリンスウィリアム郡とフォーキア郡、西はブルーリッジ山脈の水流があり、その対岸はウェストバージニア州ジェファーソン郡とバージニア州クラーク郡である。東はフェアファックス郡に接している。ブルラン山地とカトクティン山地が郡を二分している。山地の西はラウドン・バレーである。このバレーをヒルズボロからポトマック川まで分けているのがショートヒル山地である。

### 通りと住所
郡内未編入領域のブロック番号は、古いスターリングパークやカントリーサイドの町を除き、次の体系になっている。南北の通り沿いでは、ブロック番号は北から南に10000から27000まで振られている。東西の通り沿いでは、ブロック番号は西から東に30000から48000まで振られている。

### 交通

#### 空港
ラウドン郡内にワシントン・ダレス国際空港とリーズバーグ・エグゼキュティブ空港がある。

#### バス
ラウドン郡はラウドン郡通勤バスと呼ぶ独自のバス交通体系を運行している。

#### 鉄道
2022年、ワシントンメトロのシルバーラインがラウドン郡のアッシュバーンまで延伸された。途中ダレス国際空港を経由する。

#### 主要高規格道路
- アメリカ国道15号線
- アメリカ国道50号線
- アメリカ国道340号線
- バージニア州道7号線
- バージニア州道9号線
- バージニア州道28号線
- バージニア州道267号線、ダレス・グリーンウェイ
- ラウドン郡パークウェイ

### 隣接する郡
- フェアファックス郡 - 東
- プリンスウィリアム郡 - 南東
- フォーキア郡 - 南
- ジェファーソン郡 (ウェストバージニア州) - 西
- クラーク郡 - 西
- ワシントン郡 (メリーランド州) - 北西、ポトマック川の対岸
- フレデリック郡 (メリーランド州) - 北、ポトマック川の対岸
- モンゴメリー郡 (メリーランド州) - 東、ポトマック川の対岸

### 国立保護地域
- ハーパーズ・フェリー国立歴史公園

## 経済
ラウドン郡は昔から田園部の郡だったが、1980年代から急激に成長してきた。1990年から郊外化が大きく進み、本格的なサービス経済となってきた。ベライゾン・ビジネス、テロス、オービタル・サイエンシズ、パックスファイアなど、インターネット関連やハイテク企業の世界本社が郡内にある。フェアファックス郡のダレス・コリダーと同様、ラウドン郡は、ワシントン・ダレス国際空港の恩恵を受けている。この空港はその大半がフェアファックス郡との郡境に位置している。郡の西部では今でも強い田園部経済を維持している。馬の飼育産業は推計年収が7,800万米ドルとされている。全国的な競馬を開催する国際乗馬センターのモーブンパークがある。さらに現在成長しているワイン産業は、国際的に認知されたワインを製造してきた。郡内には22のワイン醸造所があり、活動している農園は25以上ある。ラウドン郡の土壌は肥沃であり、19世紀半ばには小麦の生産で国内第4位のバージニア州で、最大の生産郡だった。
ベライゾン・コミュニケーションズの傘下となったMCI, INc.（元ワールドコム）が郡内アシュバーンに本社を置いている。2003年に本社をアシュバーンに移すと発表した。AOLは郡内未編入領域のダレスに本社を置いている。2007年、AOLはその本社をラウドン郡からニューヨーク市に移すと発表した。バージニアの事務所は運営を続けるとのことである。オービタル・サイエンシズもダレスに本社を置いている。
インデペンデンス航空（元アトランティック・コースト航空）もその解散前はダレスに本社を置いていた。アトランティック・コースト航空は一時期本社をスターリングに置いていた。マックスジェットはその解散前にワシントン・ダレス国際空港敷地に本社があった。

## 主要雇用主
ラウドン郡の2011年包括的財務報告書に拠れば、郡内の主要雇用主は次の通りである。
| 順位 | 雇用主                       | 従業員数    |
| ---- | ---------------------------- | ----------- |
| 1    | ラウドン郡公共教育学区       | 10,098      |
| 2    | ラウドン郡                   | 3,303       |
| 3    | M・C・ディーン               | 1,000-5,000 |
| 4    | ベライゾン・ビジネス         | 1,000-5,000 |
| 5    | アメリカ合衆国国土安全保障省 | 1,000-5,000 |
| 6    | オービタル・サイエンシズ     | 1,000-5,000 |
| 7    | ユナイテッド航空             | 1,000-5,000 |
| 8    | AOL                          | 1,000-5,000 |
| 9    | ラウドン病院センター         | 1,000-5,000 |
| 10   | アメリカ合衆国郵便公社       | 1,000-5,000 |

## 人口動態
以下は2010年国勢調査による人口統計データである。
| 基礎データ - 人口: 312,311人 - 世帯数: 104,583 世帯 - 家族数: 80,494 家族 - 人口密度: 234人/km2（606人/mi2） - 住居数: 109,442軒 - 住居密度: 82軒/km2（212軒/mi2） 人種別人口構成 - 白人: 68.7% - アフリカン・アメリカン: 7.3% - ネイティブ・アメリカン: 0.3% - アジア人: 14.7% - 太平洋諸島系: 0.1% - その他の人種: 4.9% - 混血: 4% - ヒスパニック・ラテン系: 12.4% - エルサルバドル系: 3.4% - メキシコ系: 1.8% - ペルー系: 1.3% - プエルトリコ系: 0.9% - ホンジュラス系: 0.6% - ボリビア系: 0.6% - グアテマラ系: 0.5% - コロンビア系: 0.5% | 先祖による構成 - ドイツ系：15.7% - アイルランド系：13.2% - イギリス系：12.2% - イタリア系：7.1% - アメリカ人：4.7% 年齢別人口構成 - 18歳未満: 29.8% - 18-24歳: 5.7% - 25-44歳: 38.9% - 45-64歳: 20.0% - 65歳以上: 5.6% - 年齢の中央値: 34歳 - 性比（女性100人あたり男性の人口） - 総人口: 97.8 - 18歳以上: 95.5 世帯と家族（対世帯数） - 18歳未満の子供がいる: 43.1% - 結婚・同居している夫婦: 64.3% - 未婚・離婚・死別女性が世帯主: 7.8% - 非家族世帯: 24.8% - 単身世帯: 18.4% - 65歳以上の老人1人暮らし: 3.7% - 平均構成人数 - 世帯: 2.82人 - 家族: 3.24人 収入と家計（2007年推計） - 収入の中央値 - 世帯: 104,612米ドル（国内最高） - 家族: 125,381米ドル |

## 政府の機関
国家運輸安全委員会が郡内未編入領域のアシュバーンで、アシュバーン航空現地事務所を運営している。
救急サービスはラウドン郡消防救急署と救急管理事務所が行っている。この署は約1,500人のボランティアと500人の常勤消防士、救急医療師、支援スタッフで構成されている。バージニア州では最大級の消防救急署である。
郡の警察はラウドン郡保安官事務所と、リーズバーグ、パーセルビル、ミドルバーグの3つの町の警察署が担当している。

## 町

### 法人化自治体
| - リーズバーグ - 郡庁所在地 - ラベッツビル - ハミルトン - ヒルズボロ | - ミドルバーグ - パーセルビル - ラウンドヒル |

### 未編入の町
| - エアモント - アルディー - アーコラ - アッシュバーン - ベルモント - ブルームフィールド - ブルーモント - ブランブルトン - ブリテン - ブロードランズ - コンクリン - ドーバー | - ダレス - エルバン - ユーバンクス - グリーズビル - ジョージズミル - ギルバーツコーナー - ハワーズビル - ランスダウン - リースタウン - レナ - リンカーン - ラウドンハイツ | - ラケッツ - モリソンビル - マウントギリアド - ニアーズビル - オークグローブ - オートランズ - ペオニアンスプリングス - パクソン - フィロモント - ポトマックフォールズ - ポトマックグリーン - ランドルフコーナー | - リバークリーク - ライアン - セントルイス - スキャッターズビル - シルコットスプリング - サウスライディング - スターリング - スターリングパーク - スチュワータウン - ストーンリッジ - スタンプタウン - サイコリン | - テイラーズタウン - テレグラフスプリング - トラップ - ユニゾン - バーツコーナー - ウォーターフォード - ワトソン - ワックスプール - ウィートランド - ウィラード - ウィリスビル - ウッドバーン |

## 教育
郡内の公共教育はラウドン公共教育学区が管轄している。幼稚園から12年生まで入学者数は5万人を超えており、州内では5番目の大きさである。ホームスクーリングが増加する傾向にあるが、就学年齢の子供たちの大半はこの教育学区の学校に通っている。学業成果と教育費の比では国内11位になった。またアレクサンドリア市にあるガバナーズスクールのトーマス・ジェファーソン科学技術高校にも生徒を送り出している。
郡内には私立学校が9校ある。リーズバーグにあるラウドン郡デイスクール、ミドルバーグにある独立系無宗派全日制高校のノートルダム・アカデミー、リーズバーグの無宗派キリスト教学校のドミニオン・アカデミー、同じくリーズバーグのリーズバーグ・クリスチャン学校、アシュバーンのローマ・カトリック教系セントテレサ・スクール、ブルーモントのビレッジ・モンテソリ・スクール・ブルーモント校、クリスチャン・フェイス・アンド・フェローシップ・スクール、アシュバーンの独立系無宗派アイデアルスクールズ高校である。
中等教育後には様々なカレッジや大学がある。パトリック・ヘンリー・カレッジ、スターリングにある北バージニア・コミュニティカレッジ分校、ジョージ・ワシントン大学サテライトキャンパス、ジョージ・メイソン大学サテライトキャンパス、メアリーマウント大学サテライトキャンパス、シェナンドー大学サテライトキャンパス、およびストレイヤー大学サテライトキャンパスである。またハワード・ヒューズ医療研究所のジャネリア農園研究キャンパスもある。

## スポーツ
| 球団名             | リーグ                     | 本拠地           | 設立           | 優勝経験 |
| ------------------ | -------------------------- | ---------------- | -------------- | -------- |
| ラウドン・ハウンズ | アトランティックリーグ野球 | ザ・ドッグヤード | 2014年（予定） |          |

## 著名な出身者
- ジェームズ・モンロー（1758年-1831年） – 第5代アメリカ合衆国大統領
- ウィリアム・ミッチェル（1879年-1936年） – 議論の多い軍人、軍用飛行機のパイオニア
- ジョージ・マーシャル  (1880年-1959年） – アメリカ陸軍の将軍（5つ星）、アメリカ合衆国国務長官、マーシャル・プランの起案者
- マデレーン・オルブライト（1937年- ） – クリントン政権のアメリカ合衆国国務長官
- ウィルソン・ピケット（1941年-2006年） –  R&B とソウルのシンガーソングライター
- オリバー・ノース（1943年- ) –、アメリカ海兵隊退役中佐、イラン・コントラ事件の重要人物、フォックステレビのコメンテーター、司会者
- ジェラルディン・ブルックス（1955年- ） – ピューリッツァー賞受賞作家、ウォーターフォードからマーサズビニヤードに移転し夫のトニー・ホロビッツと住んでいる
- パットン・オズワルト（1969年- ） – コメディアン、著作家、俳優